# パチスロ必勝ガイド
パチスロ必勝ガイド（パチスロひっしょうガイド）は、白夜書房→ガイドワークスが発行するパチスロ情報誌。1990年創刊。ただし当時は『クラスメイトジュニア』など、同社のグラビア誌等の増刊としての刊行のため、正式創刊は1992年11月である。

## 概要
毎月月末（基本的に29日）に発行されている月刊誌だが、毎月中旬（基本的に14日）に『パチスロ必勝ガイドMAX』（1999年創刊）という関連誌が発行されており、両誌の内容が相互に連携していることから、現在は実質的には月2回刊である。またそれ以外に、関連誌として『パチスロ必勝ガイドセブン』（偶数月7日発行、2001年創刊）、『パチスロ必勝ガイドNEO』（毎月21日発行、2007年4月創刊、2012年3月休刊）が存在する。
パチスロ専門の雑誌としては双葉社発行の『パチスロ攻略マガジン』の次に発行された雑誌で、4号機登場後には特定の位置を目押しすることで通常遊技時の小役の取りこぼしを一掃する「DDT打法」（根こそぎ小役を取るという意味から、殺虫剤であるDDTがその名の由来である。詳しくは小役回収打法を参照）、ビッグボーナス中にボーナスイン役を目押しであえて外して、ビッグ中の獲得枚数をアップさせる「リプレイはずし」を生み出した雑誌でもある。リプレイはずしに関しては、ユニバーサル（現ユニバーサルエンターテインメント）が発売した「クランキーコンドル」で一気に一般にも浸透し、結果として4号機の後期にはリプレイはずしをメーカー側がビッグボーナス中の基本的な打ち方に設定するようになり、特定の順序で押すだけで目押しが必要の無い「オートはずし」を大半の機種が装備するようになった（しかし5号機では、ボーナス関連の規定の変更により、リプレイはずしは事実上意味の無いものとなっている）。
編集を担当する多くのライター陣（マッパチなど）の個性が強く、その各ライターのファンも多い。それゆえにライター陣がパチンコ店でのイベントやTVのパチンコ番組等に出演することが多いのも特徴であるといえる。同社のパチスロ漫画誌『パチスロパニック7』にも、本誌のライターが数多く登場する。
なお、「オヤジ打ち」という用語が現実に即さないとして「フリー打ち」なる呼称を用いている。
2012年2月に発覚した白夜プラネット（白夜書房の子会社）の賭博事件を機に、『パチスロ必勝ガイドNEO』は2012年5月号（2012年3月発売分）をもって休刊、他3誌はパチンコ必勝ガイドも含めて4月以降発行を休止することとなった。
2012年3月30日、新会社として株式会社ガイドワークスが設立されることが発表され、必勝ガイド系列の13誌とムック、新書、コミックスについてはガイドワークスの編集部から出版されることが発表された。『パチスロ必勝ガイド』については、2012年7月6日に発売された『別冊パチスロ必勝ガイド Vol.20 2012年 08月号』が事実上の復活第1号となり、以降は7月14日発売の『パチスロ必勝ガイドMAX』が定期販売として最初の刊行となる予定で、これより順次新会社より刊行される。

## ライター
2023年2月現在。パチガブのサイトを参考。
パチンコ・パチスロ必勝ガイド
- マエダ
- 鈴木リブ
- 栄華
- コーキー
- 小林アラタ
- かおりっきぃ☆
- グレート巨砲
- 邦彦
- ジマーK
- 塾長
- 木村魚拓（元・木村魚拓之介→木村魚拓V）
- ゼットン大木
- 神保美佳
- 迫村京
- さときち
- 坂良井健
- 髙田純子
- 田中（元・クズプロ田中→クズ田中）
- 玉ちゃん
- 担当Ｘ
- ちょび
- ヅラプロ森藤
- 東條さとみ
- 冬馬
- トラマツ
- トロ（DJラオウ）
- ドリーム橋本
- なおきっくす★
- 中武一日二膳
- 成田ゆうこ
- ハマモル
- バイク修次郎
- バイソン松本
- パッキー中村
- ヘルメットとおる
- ベイビー雅
- 星ほなみ
- ポロリ
- 三橋玲子
- ムム見間違い
- 森本レオ子
- 安田一彦
- ヤッシー
- 湯川舞

パチンコオリジナル実戦術
- セグ子
- チャーミー中元
- 竹田メンディー
- ヒキ強

漫画パチンカー
- 赤坂まあな（漫画家）
- 荒木浩之（漫画家）
- カワサキカオリ（漫画家）
- かずあき（漫画家）
- スズキサム（漫画家）
- 桜キュイン
- 榊間おつぶ（漫画家）
- 堂上まさ志（漫画家）
- ニシムラマコジ（漫画家）
- ひととせなつみ
- 星沼良晶
- みさお
- 森田たかし（漫画家）
- 祐之祐輔
- 吉田小梅（漫画家）

パニックパニック7
- あかいこうじ（漫画家）
- あかつきけいいち（漫画家）
- あきは@（漫画家）
- 尾崎弘（漫画家）
- ケツノ少年（漫画家）
- 黒木義文（漫画家）
- グラサン師匠（漫画家）
- グラサン夫人（漫画家）
- 川岸吉彦
- 白金らんぷ（漫画家）
- 坂本タクマ（漫画家）
- 堂本隆章
- 塚原洋一（漫画家）
- 中段ちぇりこ
- 堀道広（漫画家）
- 仲居ゆかり（漫画家）
- 向山正洋（漫画家）
- ムラマツヒロキ（漫画家）
- 森淳史（漫画家）

推理パニック7
- 名波誠

その他
- サワ・ミオリ
- 澤江まゆき
- 相馬ルイ
- 時十葉あい（漫画家）
- 戸田マサシン
- 冨田ヒロキ（漫画家）
- 橘リノ（漫画家）
- 千歳
- デラえみりん
- 仲津カサ（漫画家）
- ナツ美
- 七瀬あゆむ（漫画家）
- 奈良崎コロスケ
- ニッタ・ロビンソン
- 2番セカンド近田
- ネス
- 堀江りほ

## ゲーム
過去に本誌がモチーフとなったゲームソフトが発売されている。
- 『パチスロ必勝ガイドGB』（1995年1月、マジファクト、ゲームボーイ用ゲームソフト）
- 『ザ・パチンコホール MARUHAN・パチンコ＆パチスロ必勝ガイド』（2009年6月、日本一ソフトウェア、ニンテンドーDS用ゲームソフト）

## テレビ番組
- パチスロ必勝ガイドTV（フジテレビONE・フジテレビオンデマンド、2011年2月 - ）

## 関連誌
- 『パチスロパニック7 』 - パチスロ漫画誌。毎月7日発売。
- 『別冊パチスロパニック7  』 - パチスロ漫画誌。毎月26日発売。
- 『パニック7ゴールド 』 - パチスロ漫画誌。毎月17日発売。